# Стрімголов (автобіографія)
"Стрімголов. Історія одного життя" (англ. "On the move. A life") — друга автобіографія британського невролога, професора Нью-Йоркського Університету Медицини, одного із найвідоміших популяризаторів медичної науки Олівера Вулфа Сакса, що став відомим завдяки книгам, у яких він описує незвичайні випадки неврологічних хвороб у своїй практиці. 
«Стрімголов. Історія одного життя» визнано найкращою книжкою року за версією Nathional Public Radio, San Francisco Chronicle, BookPage, Men’s Journal та іншими медіа. Газета New York Times назвала цю книгу знаковою. Ця книга посіла гідне місце серед інших авторових бестселерів: «Пробудження», «Чоловік, який сплутав дружину з капелюхом», «Мігрень».

## Історія створення
"Стрімголов" — мемуари Олівера Сакса, які він писав уже знаючи, що невиліковно хворий на рак. У цій книжці автор постає у незвичних для лікаря амплуа і відверто розповідає про життєві перипетії сором’язливого інтроверта, який завдяки поєднанню особистого і професійного досвіду здобуває унікальну чутливість до стану інших людей (і не тільки своїх пацієнтів). Сакс згадує найважливіші події, знакові зустрічі, важливі місця і людей, які зробили його самим собою.

## Сюжет
Книга вийшла більш інтимною, ніж попередня спроба Сакса — автобіографія "Дядько Вольфрам". У цій книзі автор розповідає про своє життя починаючи з 1943 і завершуючи 2009 роком.
Під час Другої світової війни, будучи маленьким хлопчиком, він був відісланий з Лондона до "огидною школи-інтернату", де над ним знущались та били, до того ж він важко переживав розлуку із сім'єю. Ці труднощі допомогли йому в майбутньому співпереживати пацієнтам, які часто відчували себе невдахами й аутсайдерами.
Його братові Майклу поставили  діагноз шизофренія, цей стан жахав молодого Олівера; він згадує почуття сорому за те, що не витрачав більше часу на спілкування з Майклом і мав постійну потребу піти від нього, що призвело частково до його переїзду в США в 1960-і роки. Наука — з її гарантією порядку і логіки — стала притулком від хаосу, створюваного хворобою Майкла, тож медицина була одночасно й продовженням сімейної долі (його мати і батько, і два старших брата були лікарями), й можливістю "вивчити шизофренію й суміжні розлади мозку у моїх власних пацієнтів і по-своєму ".
Сором'язливий і схильний до життя "на певній відстані від життя," Доктор Сакс пише, що він несподівано закохався - "(заради Бога!) Я був в своєму 77-му році", - у американця на ім'я Біллі, що означало відмовитися від " звички самотності протягом усього життя ", як і десятиліття прийомів їжі, що складалася в основному із зернових або сардини, з'їдених "з банки, стоячи, за 30 секунд ".
Сором'язливість і труднощі розпізнавання осіб були соціальною перешкодою, коли доктор Сакс був молодший, але він зрозумів, що якщо він знайде когось, хто розділяє його (як правило, наукові) інтереси — як вулкани, медузи або гравітаційні хвилі — він буде залучений у жваву розмову. Його цікавість і ентузіазм до широкого кола пристрастей (в тому числі фотографії, плавання, важкої атлетики і мотоциклів, а також протягом деякого періоду, амфетаміну) поглинали весь той мінімум вільного часу, що він мав у період, коли працював 18 годин на день обстежуючи пацієнтів і займаючись дослідженнями.
Але це не все, були ще записи. Постійні записи. Він почав вести щоденники, коли йому було 14 років, і каже, що за останніми підрахунками у нього їх було близько тисячі. Останній розділ автор присвячує саме цьому аспектові свого життя, і книга завершується словами: "Упродовж життя я написав мільйони слів, але акт письма здається мені таким же свіжим і настільки ж радісним, як тоді, коли розпочав його майже сімдесят років тому".

## Книга українською
- Сакс, Олівер. Стрімголов : Історія одного життя / пер. з англ. Олени Ломакіної.— Київ: Наш формат, 2016;— 384 с. ISBN 978-617-7279-54-8.